# トマシュ・サトランスキー
- トマス・サトランスキー
- トーマス・サトランスキー
- トマーシュ・サトランスキー

トマシュ・サトランスキー（Tomáš Satoranský, 1991年10月30日 - ）は、チェコ・プラハ出身のプロバスケットボール選手。リーガACBのFCバルセロナに所属している。ポジションはガードまたはスモールフォワード。

## 来歴

### NBA以前
2007年に15歳でプロデビュー。2009年よりスペインでプレーし、CBセビリアに在籍していた2012年に、ワシントン・ウィザーズから32位で指名されたが、その後もリーガACBでプレーし、2014年にFCバルセロナに移籍。

### ワシントン・ウィザーズ
バルサでも主力として活躍した後、2016年7月にワシントン・ウィザーズがサトランスキーの契約をバイアウトで買い取り、3年900万ドルで契約した。
2018年2月10日に行われたシカゴ・ブルズ戦でキャリア・ハイとなる25得点を記録、試合はウィザーズが101-90で勝利した。

### シカゴ・ブルズ
2019年7月6日にサイン・アンド・トレードでシカゴ・ブルズへ移籍した。
2020年1月6日のダラス・マーベリックス戦でキャリアハイとなる14アシストを含む11得点、5リバウンドを記録したが、チームは110-118で敗れた。

### ニューオーリンズ・ペリカンズ
2021年8月8日にロンゾ・ボールが絡むサイン・アンド・トレードでニューオーリンズ・ペリカンズへ移籍した。
2021-22シーズンは序盤から低調で昨シーズンから成績を大幅に落とした。

### サンアントニオ・スパーズ
2022年2月8日にCJ・マッカラム、ラリー・ナンス・ジュニア、トニー・スネルとのトレードで、ジョシュ・ハート、ニキール・アレクサンダー＝ウォーカー、マルコス・ロウザダ・シルバ、複数のドラフト指名権と共にポートランド・トレイルブレイザーズへ放出され、更に翌9日に3チーム間のトレードでサンアントニオ・スパーズへ移籍した。スパーズで1試合に出場した後、26日に解雇された。

### ウィザーズ復帰
2022年2月28日に古巣のウィザーズとシーズン終了までの契約を結んだ。

## チェコ代表
2009年にユース世代のチェコ代表に選出され、2010年よりフル代表に定置している。

## NBA個人成績

### レギュラーシーズン
| シーズン | チーム | GP  | GS  | MPG  | FG%  | 3P%  | FT%  | RPG | APG | SPG | BPG | PPG |
| -------- | ------ | --- | --- | ---- | ---- | ---- | ---- | --- | --- | --- | --- | --- |
| 2016–17  | WAS    | 57  | 3   | 12.6 | .418 | .243 | .697 | 1.5 | 1.6 | .5  | .1  | 2.7 |
| 2017–18  | WAS    | 73  | 30  | 22.5 | .523 | .465 | .781 | 3.2 | 3.9 | .7  | .2  | 7.2 |
| 2018–19  | WAS    | 80  | 54  | 27.1 | .485 | .395 | .819 | 3.5 | 5.0 | 1.0 | .2  | 8.9 |
| 2019–20  | CHI    | 65  | 64  | 28.9 | .430 | .322 | .876 | 3.9 | 5.4 | 1.2 | .1  | 9.9 |
| 2020–21  | CHI    | 58  | 18  | 22.5 | .514 | .356 | .848 | 2.4 | 4.7 | .7  | .2  | 7.7 |
| 2021–22  | NOP    | 32  | 3   | 15.0 | .299 | .161 | .760 | 2.0 | 2.4 | .4  | .0  | 2.8 |
| Career   | Career | 365 | 172 | 22.4 | .467 | .356 | .819 | 2.9 | 4.0 | .8  | .2  | 7.0 |

### プレーオフ
| シーズン | チーム | GP | GS | MPG  | FG%  | 3P%  | FT%  | RPG | APG | SPG | BPG | PPG |
| -------- | ------ | -- | -- | ---- | ---- | ---- | ---- | --- | --- | --- | --- | --- |
| 2017     | WAS    | 10 | 0  | 3.6  | .500 | -    | .400 | .5  | .6  | .1  | .0  | .8  |
| 2018     | WAS    | 6  | 0  | 10.0 | .154 | .000 | .750 | 1.5 | .5  | .0  | .0  | 1.2 |
| Career   | Career | 16 | 0  | 6.0  | .263 | .000 | .556 | .9  | .6  | .1  | .0  | .9  |